# Episodi di Law & Order - Il verdetto
La prima ed unica stagione della serie televisiva Law & Order - Il verdetto, composta da 13 episodi, è stata trasmessa in prima visione negli Stati Uniti dal 3 marzo 2005 al 21 gennaio 2006. I primi dodici episodi sono stati trasmessi sulla NBC, mentre l'ultimo è stato trasmesso prima sulla rete australiana Network Ten, e poi il 21 gennaio 2006 sul canale statunitense Court Tv.
In Italia è stata trasmessa in prima visione dall'11 settembre 2006 al 20 maggio 2008 in alternanza sul canale satellitare Joi e su Rete 4.
| nº | Titolo originale           | Titolo italiano       | Prima TV USA    | Prima TV Italia   |
| -- | -------------------------- | --------------------- | --------------- | ----------------- |
| 1  | The Abominable Showman     | L'abominevole showman | 3 marzo 2005    | 11 settembre 2006 |
| 2  | Forty-One Shots            | Quarantuno colpi      | 4 marzo 2005    | 27 maggio 2008    |
| 3  | Vigilante                  | Il vendicatore        | 11 marzo 2005   | 10 giugno 2008    |
| 4  | Truth or Consequences      | Una sola verità       | 18 marzo 2005   | 18 settembre 2006 |
| 5  | Baby Boom                  | La tata               | 25 marzo 2005   | 2 ottobre 2006    |
| 6  | Pattern of Conduct         | Pubblico e privato    | 1º aprile 2005  | 3 giugno 2008     |
| 7  | Bang & Blame               | Vendetta calcolata    | 8 aprile 2005   | 3 giugno 2008     |
| 8  | Skeleton (2)               | Lo scheletro (2)      | 15 aprile 2005  | 24 giugno 2008    |
| 9  | The Line                   | Il confine            | 22 aprile 2005  | 17 giugno 2008    |
| 10 | Blue Wall                  | Muro di silenzio      | 29 aprile 2005  | 10 giugno 2008    |
| 11 | Day (2)                    | Di giorno (2)         | 3 maggio 2005   | 31 marzo 2007     |
| 12 | Boys Will Be Boys          | Io e mio padre        | 6 maggio 2005   | 27 maggio 2008    |
| 13 | Eros in the Upper Eighties | Il portiere perfetto  | 21 gennaio 2006 | 20 maggio 2008    |

## L'abominevole showman
- Titolo originale: The Abominable Showman
- Diretto da: Jean De Segnozac
- Scritto da: Dick Wolf e James Grissom

### Trama
L'assistente procuratore Tracey Kibre affronta l'omicidio di un'aspirante attrice di Broadway, ma ha poche prove per perseguire il sospetto, Kurt Lascher, un produttore teatrale arrogante, che sa perfettamente che la polizia non ha trovato né il corpo né il sangue della vittima altrove. Kibre è affiancata dal vice procuratore Kelly Gaffney, mentre lavorano con i detective Briscoe e Salazar per perseguire prove fisiche dell'omicidio. Dalle indagini si scopre che Lascher, prima di diventare showman, è stato un avvocato che ha usato il suo ruolo per fare loschi impicci, poi scoperto e radiato dall'ordine. Nel frattempo l'avvocatessa della difensa Maggie Dettweiller manovra invece per ritrarre la donna scomparsa come promiscua e che, soprattutto, non sia mai stato ritrovato il suo corpo!
- Guest star: Sam Waterston (vice procuratore Jack McCoy), Annabella Sciorra (Avvocatessa Maggie Dettweiller), Tony Bill (Kurt Lascher), Tom O'Rourke (Avvocato Peter Behrens).
- Curiosità: come le altre serie spin-off di Law & Order, il primo episodio ha un'apparizione speciale a parte di qualcuno della serie originale. In questo caso si tratta di Sam Waterston, l'interprete di Jack McCoy nella serie madre. Anche gli attori Jerry Orbach e Fred Dalton Thompson erano membri regolari della serie originale. L'attore Fred Dalton Thompson è stato accreditato come Fred Thompson nel tema di apertura. Questo è stato successivamente corretto nelle repliche della serie. Anche se hanno recitato insieme nella serie madre, gli attori Jerry Orbach e Fred Dalton Thompson condividono una scena per la prima volta. Questo episodio è andato in onda negli Stati Uniti il 3 marzo 2005, cioè più di due mesi dopo la morte di Jerry Orbach.
- Curiosità: questo è il terzo episodio pilota diretto da Jean De Segnozac. I primi due episodi pilota erano Un conto da pagare e Per un pugno di diamanti.
- Nota: l'attrice Annabella Sciorra in questo episodio interpreta l'avvocatessa Maggie Dettweiler. L'attrice ritornerà nello stesso anno nel franchise, interpretando il detective Carolyn Barek per 12 episodi, durante la quinta stagione di Law & Order: Criminal Intent. Il personaggio comparirà anche in un episodio della ventiduesima stagione di Law & Order - Unità Vittime Speciali nel 2021.
- Citazioni: "Meglio lavorare che ciondolare alla macchina del caffè!" (Detective Lennie Briscoe).
- Citazioni: "Signori e signore, dov'è il cadavere?" (Avvocatessa Maggie Dettweiller)

## Quarantuno colpi
- Titolo originale: Forty-One Shots
- Diretto da: Caleb Deschanel
- Scritto da: Walon Green

### Trama
Un agente di polizia, il detective Hernandez, viene ucciso da un criminale in carriera, il famigerato Bruno Johnson, dopo una retata davanti casa sua, in una violenta colluttazione. Nonostante sia stata una azione di difesa necessaria, visto che l'uomo ricercato era armato e pericoloso, la polizia è accusata di aver fatto un eccessivo uso delle armi da fuoco. Johnson, sopravvive agli spari, e dopo aver lottato tra la vita e la morte decide di fare causa alle forze dell'ordine per ben venti milioni di dollari! Kibre e Gaffney devono difendere l'onore della Polizia, cercando di ignorare il fatto che l'assassino sia stato colpito con 41 colpi di arma da fuoco. Inoltre, l'avvocato difensore dell'imputato insinua durante il processo che il poliziotto ucciso, il detective Hernandez, sia un agente corrotto. Per rendere più incline la giuria verso i suoi confronti cerca di far passare il feroce criminale per una vittima, coinvolgendo anche la moglie ed i figli.
- Guest star: Carey Lowell (Jamie Ross), Cynthia Addai-Robinson (Lillian Beauridville), Jessica Chastain (Avvocatessa Sigrun Borg), David Lipman (GIP (Giudice per le Indagini Preliminari Morris Torledsky)
- Nota: Quest'episodio segna l'ultima apparizione televisiva per Jerry Orbach, che muore dopo aver girato l'episodio il 26 dicembre 2004, prima che la serie sia trasmessa.
- Curiosità: Carey Lowell ritorna nel franchise con il ruolo di Jamie Ross, prima era l'assistente di McCoy e poi come avvocato difensore dei due imputati, e adesso fa il giudice.
- Curiosità: l'episodio è iberamente ispirato alla morte di Amadou Diallo avvenuto nel 1999, ucciso dai quattro agenti di polizia con 19 colpi di arma da fuoco. Tutti gli agenti sono stati accusati di omicidio di secondo grado e poi assolti.
- Curiosità: Anthony Criss, l'attore che interpreta il criminale Bruno Johnson, è anche un celebre rapper statunitense, noto con il nome di "Treach", ed è stato presentato alla produzione del franchise dal suo grande amico Ice-T, che fa parte del cast principale di Law & Order - Unità vittime speciali. Criss tornerà nel 2009 sul set di Law & Order: Criminal Intent, nel ruolo di Reginald X. Oldman.

## Il vendicatore
- Titolo originale: Vigilante
- Diretto da: Dwight H. Little
- Scritto da: David Wilcox e James Grissom

### Trama
L'intero quartiere è in rivolta per il fatto che un pedofilo sia stato rilasciato dopo aver scontato una pena troppo lieve, secondo l'opinione pubblica. Kibre e Gaffney perseguono Tony Colby, un padre di famiglia accusato dell'omicidio del detenuto appena rilasciato dalla prigione, colpevole di aver molestato la figlia, che per gli abitanti del quartiere è diventato una sorta di eroe giustiziere. Durante le indagini viene scoperto che il pedofilo si iniettava il testosterone di nascosto per combattere la castrazione chimica, unico motivo per cui era stato scarcerato, e quindi ancora pericoloso. Il caso ha una svolta quando l'avvocato dell'uomo si interessa molto per rappresentarlo. Se non accetta di farsi difendere con la temporanea incapacità di intendere, perché emotivamente disturbato dagli eventi, rischia fino a 20 anni di carcere per omicidio volontario e premeditato.
- Guest star: David Bishins (Tony Colby), Lorraine Bracco (Karla Grizano), Jessica Chastain (Avvocatessa Sigrun Borg), Sarah Hyland (Brianne Colby).
- Nota: L'attore Scott Cohen fa la sua prima apparizione nella serie, nel ruolo del detective Chris Ravell, sostituendo di fatto l'attore Jerry Orbach, il cui nome non compare più nella sigla d'apertura in seguito alla morte dell'attore. Cohen aveva già partecipato alla serie madre nell'episodio a tre parti chiamato Un brutale omicidio, del 1997, interpretando l'assassino dell'ex moglie. Tornerà in seguito nel ruolo del consigliere Neil Hayes-Fitzgerald nel primo episodio dell'ottava stagione di Law & Order: Criminal Intent.
- Citazioni: "Lo ha fatto uscire di testa lei? Tipo quella di Norman Bates?" "Ti ricorda la mamma di Psycho?" (scambio di battute tra i detective durante un sopralluogo a casa della madre del pedofilo ucciso).

## Una sola verità
- Titolo originale: Truth or Consequences
- Diretto da: Constantine Makris
- Scritto da: David Wilcox (soggetto e sceneggiatura) e Walon Green (sceneggiatura)

### Trama
Kristen, una giovane ragazza, è stata stuprata ed assassinata, i sospettati sono tre persone che erano molto vicine a lei, tra cui Justin, il fidanzato. Il tasso alcolico della giovane era molto forte, e dopo lo stupro voleva andare alla polizia, ma per fermarla qualcuno ha deciso di ucciderla. Kibre e Gaffney perseguono quindi i tre ragazzi, Justin Burch, Carter McSherry e Danny Wallace, che sono sospettati dello stupro e dell'omicidio, ma chi di loro ha commesso i due reati? Uno dei tre accusa uno di stupro ed un altro di omicidio, dichiarandosi innocente, ma le cose non sembrano così semplici. Le colpe vanno divise, e le indagini mirano a scoprire la verità. Con successive indagini uno dei tre, da sospettato, potrebbe trasformarsi in testimone chiave per incastrare gli altri due. Tracey Kibre vuole fare un accordo, perché si preoccupa che possano essere manipolati i fatti per ottenere la comprensione della giuria.
- Guest star: Jeffrey DeMunn (Avvocato Professore Norman Rothenberg), Peter Gerety (Avvocato Dean Connors), Ron McLarty (Giudice William Wright), Warren Kole (Justin Burch), Ebon Moss-Bachrach (Danny Wallace), Adam LaVorgna (Carter McSherry), Adelia Saunders (Vittima Kristen Ames).
- Nota: gli attori Scott Cohen, sostituto di Orbach, e Kirk Acevedo non appaiono in questo episodio.
- Curiosità: il personaggio del Professor Norman Rothenberg proviene dalla serie madre, dove è apparso per un totale di 8 episodi.
- Citazioni: "Quindi i poveri in galera, i ricchi a piede libero?" - "Così è la vita avvocato!" (Scambio di battute tra avvocato e giudice)

## La tata
- Titolo originale: Baby Boom
- Diretto da: Michael Pressman
- Scritto da: Pamela J. Wechster (soggetto), Joan Reter (sceneggiatura) e Tony Phelan (sceneggiatura)

### Trama
Una neonata è morta poiché la sua tata, Katie Nevins, spinta dall'ira perché non riusciva a farla smettere di piangere, l'ha strattonata troppo violentemente, causandole danni al cervello. La piccola era figlia della dottoressa Elizabeth Rodgers, che la riceve in ospedale dal pronto soccorso, vedendola morire tra le sue braccia. Si tratta di un evidente caso di SBS (Sindrome del Bambino Scosso), ed anche il medico legale conferma l'ipotesi, dichiarando che si tratta quindi di omicidio. La tata non ha una fissa dimora, ed il suo avvocato difensore decide di ospitarla temporaneamente a casa sua. Kibre e Gaffney perseguono quindi la giovane tata accusata dell'omicidio della bambina di cui si non si è presa cura come avrebbe dovuto, e la sua colpevolezza appare chiara a tutti, anche ai membri della giuria. La situazione però si complica, poiché le due vice procuratrici si imbattono in un muro di pietra, quando viene loro assegnato per la causa il famigerato Samir Patel, un giudice senza scrupoli che blocca ogni mossa che fanno, arrivando al gesto estremo pur di salvare un'imputata che tutti credono colpevole.
- Guest star: Leslie Hendrix (Dottoressa Elizabeth Rodgers), Elisabeth Moss (Tata Katie Nevins), Seth Gilliam (Avvocato Terence Wright), Candice Bergen (Giudice Amanda Anderlee), Bruce Davison (Avvocato Peter Betts), Aasif Mandvi (Giudice Samir Patel).
- Curiosità: il personaggio della dottoressa Elizabeth Rodgers, qui alla sua unica apparizione nella serie Il verdetto, è tratto dalla serie madre, dove è comparso per 19 stagioni e 143 episodi fin dal 1992. La Rodgers è presente anche nel film TV tratto dalla serie, Omicidio a Manhattan, nella serie Law & Order: Criminal Intent, dove appare per 10 stagioni e 110 episodi, oltre che in Law & Order - Unità Vittime Speciali, dove compare in 9 episodi della prima stagione, totalizzando ben 263 apparizioni nel franchise.
- Curiosità: Questo episodio è dedicato alla memoria di Jerry Orbach, scomparso nel 2004, ma alla fine dell'episodio è apparso il messaggio intitolato "Per Jerry". Lo stesso messaggio è stato inserito anche nell'episodio della serie madre Sesso e denaro e nell'episodio di Law & Order: Criminal Intent La casa dei sogni. L'attore Scott Cohen, suo sostituto, è stato aggiunto nei titoli di testa da questo episodio.
- Nota: Questo episodio è ispirato al caso reale della tata statunitense Louise Woodward, una giovane ragazza alla pari di 19 anni condannata per l'omicidio di Matthew Eppan, una neonata di 8 mesi.
- Citazioni: "Sai la brutta notizia? Abbiamo il giudice Patel! Patel è un ex avvocato che non tifa mai per l'accusa, l'ho visto con questi occhi smontare un omicidio senza battere ciglio, avendo l'arma del delitto, una confessione ed una suora come testimone oculare! " (Vice procuratrice Tracey Kibre).

## Pubblico e privato
- Titolo originale: Pattern of Conduct
- Diretto da: Constantine Makris
- Scritto da: Pamela J. Wechster (soggetto e sceneggiatura) e Walon Green (sceneggiatura)

### Trama
Lauren Ford, una giovane ragazza che faceva la modella, è l'amante di Ken Jackson, un giocatore di football sposato, e viene trovata morta all'improvviso nel suo appartamento da sua sorella, che racconta ai detective che si frequentavano senza impegno. Secondo i detective non può essere un suicidio, perché le donne raramente si sparano alla testa, ed una pista li porta ad un locale frequentato da modelle e campioni dello sport. L'avvocato difensore cerca di convincere la moglie del giocatore a sostenerlo, perché la sua immagine pubblica positiva è fondamentale per mantenere l'idea di innocenza. Le vice procuratrici Kibre e Gaffney sono però decise a dimostrare in aula la colpevolezza del giocatore. Cercando prove nel passato di Ken Jackson si scoprono diversi episodi oscuri, tra i quali le minacce alla giornalista televisiva Diane Harris, che però, pur avendo sporto denuncia in passato, non vuole testimoniare contro Ken. La donna racconta il suo tragico passato, è stata minacciata con una pistola perché andasse a letto con lui. Intanto l'avvocato difensore porta ai suoi clienti gli esempi di celebrità coinvolte in processi, come O.J. Simpson, Michael Jackson e Bill Clinton, tre casi molto discussi dai media. Intanto, scavando nel passato dell'atleta, esce fuori un'altra donna vittima di rapporto con costrizione.
- Guest star: Sherri Saum (Tiffany Jackson), Mitchell Green (Clarence Mebane), Damaine Radcliff (Ken Jackson), Marlyne Nayokah Barrett (Giornalista Diane Harris), Zoe Lister Jones (Trisha Ford).
- Nota: Questo episodio è ispirato ad un caso controverso che riguarda il giocatore di basket Kobe Bryant, che nel 2003 ha ricevuto un'accusa di stupro da parte di una ragazza. In seguito quest'ultima ritirò l'accusa contro Bryant.
- Curiosità: l'attore Damaine Radcliff è cugino di Daniel Radcliffe. Zoel Lister Ford ha debuttato in TV con questo episodio.
- Citazioni: Non basterà una incongruenza perché il Gran Giurì incrimini una celebrità, ci vuole ben altro per finire sulle prime pagine dei giornali!" (Procuratore distrettuale Arthur Branch).

## Vendetta calcolata
- Titolo originale: Bang & Blame
- Diretto da: Caleb Deschanel
- Scritto da: Chris Levinson

### Trama
Un colpo di pistola parte da un uomo che decide di sparare all'interno di una banca, ma non si tratta, come pensa la polizia di un rapinatore, ma di un impiegato, il signor Andrew Soin, che si giustifica di aver chiamato il 911 per una presunta rapina, che però nessuno ha visto. Al centralino della polizia, l'operatore Mudgett, di turno quando è arrivata la chiamata, nega che il telefono abbia mai squillato, ma è emozionato e balbetta nell'affermarlo, quindi potrebbe mentire. Dalle indagini sono emersi dati interessanti, innanzitutto la polizia ha davvero ricevuto la telefonata, ma l'impiegato ha composto il numero diretto del distretto, l'agente non gli ha creduto, e non ha passato la chiamata al 911, come da procedura. Inoltre la psicologa che sta già seguendo l'uomo, afferma che Andrew è stato traumatizzato da una reale rapina in passato, e potrebbe aver agito solo per la paura che succedesse ancora. Le vice procuratrici Kibre e Gaffney perseguono quindi l'impiegato Andrew Soin, che col suo gesto immotivato ha ucciso casualmente una cliente della banca e ne ha feriti molti altri. L'avvocato difensore cerca di proporre al GIP (giudice per le indagini preliminari) Morris Torledsky l'omicidio involontario e giustificare il tutto come un incidente. L'imputato, però, non convinto dalla linea di difesa leggera scelta dall'avvocato, decide di difendersi da solo. Durante il processo esce fuori un insospettabile collegamento tra Donna Burge, la vittima, e l'impiegato. Soin cerca quindi di sfruttare come difesa emotiva il recente incidente del figlio, ora in coma. 
- Guest star: Marc Aden Gray (Adam Burge), Jeff Perry (Impiegato Andrew Soin), Carey Lowell (Jamie Ross), David Lipman (GIP (Giudice per le Indagini Preliminari Morris Torledsky), John Scurti (Agente Mudgett), Aasif Mandvi (Giudice Samir Patel).
- Curiosità: in questo episodio apprendiamo che il detective Ravell è divorziato.
- Curiosità: il titolo originale dell'episodio è ispirato ad un brano dei R.E.M.
- Citazioni: "Chi fa l'avvocato di se stesso ha un fesso come cliente!" (Procuratore distrettuale Arthur Branch).

## Lo scheletro (2)
- Titolo originale: Skeleton (2)
- Diretto da: David Platt
- Scritto da: David Wilcox

### Trama
Al distretto sono tutti preoccupati per la sorte del detective Ed Green, che è stato vittima di un agguato per uccidere il testimone chiave di un processo, l'agente Kenny Peluso, contro la società Cromwell & Moore, ed ora sta lottando tra la vita e la morte. Nell'ufficio del procuratore distrettuale Arthur Branch arrivano il detective Joe Fontana, partner di Green, il tenente Von Buren ed il vice procuratore Jack McCoy, che vogliono unire le forze per scoprire l'identità del pericoloso assassino. Dalle indagini esce fuori che Kenny Peluso fosse in contatto con una nota spogliarellista di New York, che svolgeva anche l'attività di prostituta, e su cui ha indagato un altro dipartimento del distretto, l'Unità vittime speciali. Il detective Hector Salazar si reca quindi a parlare con il collega veterano John Munch, incontrandolo al West Bay Cafè, per scoprire più informazioni possibili su di lei. La donna si chiama Jody Watson ed aveva accusato Peluso di stupro, caso su cui ha indagato l'Unità. Anche un collega di Peluso racconta che l'agente spesso approfittava delle prostitute in arresto. Uno dei conoscenti di Peluso era Emiliano Ortiz, un pappone, che potrebbe essere l'autore del suo omicidio. Kibre e Gaffney perseguono quindi il criminale in carriera, accusato dell'omicidio di un ex poliziotto e del tentato omicidio del detective Green e scoprono insieme al detective Joe Fontana (partner di Green) che nell'omicidio è coinvolto anche un produttore di film pornografici estremi, Shane Lucas. Il movente potrebbe essere racchiuso in una videocassetta scottante.
- Guest star: Dennis Farina (detective Joe Fontana), Jesse L. Martin (detective Ed Green), S. Epatha Merkerson (tenente Anita Van Buren), Sam Waterston (vice procuratore Jack McCoy), Richard Belzer (detective John Munch), Ritchie Coster (Produttore film porno Shane Lucas), Jose Edwin Soto (Protettore Emiliano Ortiz), Debrah Farentino (Avvocatessa Danielle Blair).
- È la seconda e ultima parte di un crossover cominciato dall'episodio La cosa giusta di Law & Order - I due volti della giustizia.
- Citazioni: "Guarda, dubito che Jodie Watson fosse la prima di cui approfittava, era un losco individuo". - "La morte di Kenny Peluso non mi addolora!" (detective John Munch).

## Il confine
- Titolo originale: The Line
- Diretto da: Richard Pearce
- Scritto da: Tony Phelan e Joan Rater

### Trama
Una ragazza ricorda nell'ufficio di Kibre avvenimenti traumatici successi otto anni prima, in cui sono morti molti suoi conoscenti e lei stessa ha rischiato di morire. Intanto un carcerato, accusato di omicidio plurimo, Kenny Thompson, incontra il suo avvocato ed è contento, dopo due anni di appello sta finalmente per essere liberato, grazie a nuove prove di innocenza emerse. Ma c'è un grosso problema, le prove sono state falsificate, il testimone Tiger è famoso nell'ambiente per le false perizie, e l'uomo è davvero colpevole. Nonostante il buon consiglio di non ripetere il caso, la vice procuratrice Kibre non demorde, decide di mettersi in gioco per chiedere di discutere nuovamente il caso. Kibre e Gaffney vengono aiutate da testimoni e sopravvissuti, che però, dopo quello che hanno passato sono ancora terrorizzati e paurosi, e per di più la situazione in seguito si complica, e l'omicida va in contrasto con il suo avvocato. Marisol Rodriguez sembrerebbe determinante per incriminare l'imputato. Tra testimoni minacciati o confusi, con l'unica prova delle impronte di Thompson, e ricordi labili per via degli otto anni trascorsi, il nuovo processo diventa però complicato.
- Guest star: Gabriel Casseus (Kenny Thompson), David Aaron Baker (Todd Eckhart), Peter McRobbie (Walter Bradley), Wendell Pierce (Dr. Richard Link), Judy Marte (Testimone Marisol Rodriguez).
- Questo episodio è ispirato a due casi simili di massacro realmente accaduti negli Stati Uniti: il primo è inerente al massacro avvenuto nel fast food Wendy, nel Queens, quartiere di New York, con 5 morti e 2 feriti. Invece il secondo è sul massacro nel fast food Brown's Chicken avvenuto a Palatine, quartiere di Chicago, con 7 morti.
- Citazioni: "Metà dei testimoni ormai sono morti, spariti o a disintossicarsi!" - "Sembra la lista dei miei ex fidanzati!" (scambio di battute tra Kibre e Gaffney).

## Muro di silenzio
- Titolo originale: Blue Wall
- Diretto da: Joe Ann Fogle
- Scritto da: Rick Eid

### Trama
Lucas Rice, uno studente della New York University, diciottenne ed omosessuale, viene malmenato e sodomizzato con un manganello della polizia a Manhattan, anche se inizialmente tutti tacciono. In seguito un sedicente poliziotto anonimo dell'ottavo distretto denuncia la cosa al New York Ledger, il giornale locale, rompendo il cosiddetto Muro Blu, il patto non scritto tra membri delle forze dell'ordine. Per fortuna il giornalista che lavora nel quotidiano è un caro amico di Branch, e gli rivela la cosa, ma può tenerla nascosta per breve tempo. Poco dopo l'aggressione, inoltre, il giovane muore in ospedale in seguito alle lesioni riportate al colon perforato, lasciando il padre, Paul Rice, disperato. Le vice procuratrici Kibre e Gaffney perseguono quindi due poliziotti che, in seguito alle indagini, risultano i maggiori sospettati. Il caso dovrebbe essere affidato dall'FBI, ma, per evitare una bufera sull'ottavo distretto, si preferisce lavorare internamente prima che il caso scoppi in una bolla mediatica esplosiva. Gli altri agenti sono tutti restii a parlare dell'accaduto e mettersi apertamente contro gli accusati dell'omicidio del ragazzo omosessuale, tranne uno, che ha il coraggio di parlare, ma che svela il discorso omofobo solamente di un collega. In seguito si aggiunge un secondo testimone, e pian piano i particolari della drammatica storia vengono fuori. I detective Salazar e Ravell devono necessariamente scontrarsi contro l'enorme barriera di omertà del "Muro Blu" che affrontano, alla ricerca della verità.
- Guest star: William Sadler (papà Paul Rice), John Doman (Avvocato Tim Grace), Geoffrey Cantor (Agente Ronald Hardin), Mike Colter (Agente Billy Tolbert), Domenick Lombardozzi (Agente Danny Petro).
- Curiosità: il titolo originale dell'episodio Blue Wall è presente anche nell'ultimo episodio della prima stagione della serie madre intitolata The Blue Wall che nella localizzazione italiana è diventato Prove inquinate.
- Curiosità: la definizione "Il Muro Blu" si riferisce ad un codice d'onore non scritto ma in vigore tra molti agenti di polizia statunitensi, in cui denunciare gli errori, la cattiva condotta oppure i crimini di un altro agente è considerato un vero tradimento alla divisa.
- Citazioni: "Può provarlo?" - Nel mondo dei sogni!" - "Dove io sarei pieno di capelli e campione di Golf". (Scambio di battute tra Kibre e Branch).

## Di giorno (2)
- Titolo originale: Day (2)
- Diretto da: Caleb Deschanel
- Scritto da: Chris Levinson e Amanda Green

### Trama
Kibre e Gaffney subentrano nella gestione di un caso doppio, uno stupro ed un omicidio attribuiti entrambi a Gabriel Duvall, ultimo rampollo della facoltosa famiglia Duvall, sostituendo la vice procuratrice Casey Novak che è stata aggredita brutalmente dal fratello della vittima stuprata da Gabriel. Sull'uomo ha indagato in precedenza l'Unità vittime speciali, incastrandolo grazie al DNA presente su un fazzoletto, suo e della vittima di omicidio. Nonostante la cauzione altissima, di ben due milioni di dollari, l'uomo viene tirato fuori dalla prigione preventiva dalla ricchissima madre, che paga senza battere ciglio. La testimone chiave, vittima dell'ultimo stupro, Nina Zergin, viene intimorita con una intrusione in casa sua, ma dopo esce fuori un'altra vittima dal passato. Col proseguire delle indagini le due vice procuratrici Kibre e Gaffney si rendono conto che l'uomo che perseguono per omicidio e stupro ha una storia criminale ben più corposa alle spalle, si tratta infatti di un vero molestatore e stupratore seriale, che nel corso degli anni ha lasciato una scia di vittime enorme, ben 20 in trenta anni, tra il 1974 ed il 2005, di cui una è morta ed una, Julia Lonegan, è rimasta incinta. Esami medici fatti dalla psichiatra del dipartimento, però, fanno emergere che Gabriel è affetto dalla Sindrome di Asperger.
- Guest star: Mariska Hargitay (detective Olivia Benson), Christopher Meloni (detective Elliot Stabler), Diane Neal (vice procuratore Casey Novak), Tamara Tunie (dottoressa Melinda Warner), Angela Lansbury (Eleanor Duvall), Alfred Molina (serial killer Gabriel Duvall), Bradley Cooper (Jason Whitaker), Carolyn McCormick (Elisabeth Olivet), Larry King (se stesso), Mary Jo Deschanel (Julia Lonegan).
- Curiosità: il regista di questo episodio Caleb Deschanel è sposato con una delle attrici guest star, Mary Jo Deascanel.
- Nota: l'episodio costituisce la seconda ed ultima parte di un crossover cominciato dall'episodio Di notte di Law & Order - Unità vittime speciali.
- Citazioni: "Stiamo parlando del clan Duvall, il blasone di quella famiglia è una delle poche cose che sia più vecchia del sottoscritto!" (Procuratore distrettuale Arthur Branch).
- Citazioni: "Datemi un buon classico omicidio, almeno non devi guardare in faccia la vittima!" (Vice procuratrice Tracey Kibre).

## Io e mio padre
- Titolo originale: Boys Will Be Boys
- Diretto da: Aaron Lipstadt
- Scritto da: Rick Eid

### Trama
La polizia indaga sull''omicidio di Angelina Martinez, una ragazza transessuale, trovata morta con 15 coltellate da un suo amico gay Robert Hassel, che li ha chiamati disperato. il maggior sospettato è Luis Ramirez, che si aveva da poco iniziato a frequentarsi con lei, da un paio di settimane, all'insaputa che prima fosse stata un uomo di nome Carlos. Quando viene fermato dai detective e portato al distretto, alla fine crolla, raccontando che era stato minacciato con un coltello, dopo aver scoperto la verità ed aver litigato con lei, ed ha dovuto ucciderla per legittima difesa. Durante le indagini viene anche sentito il padre, Orlando Ramirez, che racconta di essere andato a casa di Angelina, insieme a suo figlio, perché lei stava dicendo in giro che i due fossero fidanzati, ledendo, secondo il padre, l'onore della famiglia, uccidendola, anche lui per legittima difesa. A questo punto ci sono ben due confessioni per lo stesso delitto, cosa che, anziché essere positiva, secondo Branch potrebbe portare a risultati negativi nel processo. Kibre e Gaffney sono quindi alle prese con un caso molto ambiguo, e cercano di indagare su quale sia la verità. Branch insiste sul fatto che, per essere valida, la confessione del padre, presunto assassino, deve essere confermata dal figlio, ma la situazione probatoria resta comunque complessa, perché il DNA accusa il padre Orlando, ma le impronte accusano il figlio Luis. Secondo il detective Salazar il padre potrebbe essere arrivato a ferirsi da solo per simulare la legittima difesa. 
- Guest star: Betsy Aidem (Lynn Polsky), Rosa Arrendondo (Ana Mendez), Giancarlo Esposito (Orlando Ramirez), Victor Rasuk (Luis Ramirez), Nancy Ticotin (Rosario Ramirez), Nestor Serrano (Pedro), Peter Scanavino (Robert Hassel), Jessica Chastain (Avvocatessa Sigrun Borg).
- Curiosità: l'attore Peter Scanavino diventerà parte del cast principale di Law & Order - Unità vittime speciali, con un altro personaggio, il detective Dominick Carisi jr.
- Curiosità: durante il processo viene chiesto di escludere due giurati di lingua ispanica, perché sarebbero capaci di ascoltare le testimonianze in spagnolo senza bisogno di un interprete. Questa scelta è fatta sulla base di un reale caso giurisprudenziale statunitense, il celebre Hernandez Contro New York discusso dalla Corte Suprema nel 1991.
- Questo episodio è andato in onda come finale di serie ed è anche l'ultimo episodio della serie ad essere trasmesso sulla NBC.
- Citazioni: "Gli uomini con tacchi a spillo sono pessime vittime!" (Vice procuratrice Tracey Kibre).

## Il portiere perfetto
- Titolo originale: Eros in the Upper Eighties
- Diretto da: Joe Ann Fogle
- Scritto da: Chris Levinson

### Trama
Kibre e Gaffney sono costrette a perseguire Andreas Voychek, il portiere di un palazzo dei quartieri alti dell'Eastside, per aver ucciso un senzatetto che stava aggredendo un'inquilina, Abigail Phillips. Dopo che la donna ha dichiarato davanti a una giuria che pensava che il barbone fosse l'uomo che l'aveva perseguitata per quattro mesi, con continue telefonate mute, lettere e stalking selvaggio, cominciano le indagini per capire esattamente cosa sia successo. Davanti al tribunale si presenta successivamente la sorella della vittima, che si chiamava Billy, dicendo che il fratello non era certo un tipo da stalking ed aggressione. La registrazione della telefonata del portiere alla polizia, però, lo inchioda, in realtà il persecutore e stalker non era altro che lui. Un sopralluogo in casa del portiere fa scoprire tantissime foto "rubate", non solo della ragazza aggredita, ma anche di un'altra ragazza, anche lei presumibilmente perseguitata, che, si scopre, risiedeva nello stesso palazzo e ha fatto denuncia contro ignoti per stalking. Un altro barbone, Gus, dice che sapeva che Billy era stato assoldato per un "lavoretto", spaventare Abigail per strada. Le viceprocuratrici scavano quindi più a fondo nel caso e scoprono che il portiere potrebbe non essere l'eroe che tutti credono.
- Guest star: Lothaire Bluteau (Portiere Andreas Voychek), Tristine Skyler (Abigail Phillips), Ron Silver (Avvocato Bernie Adler), Jessica Chastain (Avvocatessa Sigrun Borg), Colman Domingo (Testimone Gus), David Wolos-Fonteno (Giudice Derek Hafner).
- Nota: questo episodio si rivela l'ultimo della serie, fra l'altro è rimasto sospeso dopo la cancellazione della serie, cancellata dal network nel maggio 2005, ed è stato trasmesso solo sulla rete australiana Network Ten, prima che fosse trasmesso anche negli Stati Uniti l'anno successivo (cioè nel 2006) su Court Tv.
- Curiosità: l'episodio è ispirato al caso di omicidio che riguarda Gwen Araujo avvenuto a Newark nel 2002, dovuta a percosse e strangolamento, i suoi quattro assassini vengono condannati con pene diverse.
- Citazioni: "Nell'appartamento ha trovato anche foto di un gattino, sarà stato anche lui oggetto di molestie e persecuzioni?" - "Non ammetto sarcasmi avvocato!" (Scambio di battute tra l'avvocato Bernie Adler ed il giudice Derek Hafner).